# Pratapgarh (dystrykt, Uttar Pradesh)
Pratapgarh (dystrykt) – dystrykt w stanie Uttar Pradesh w Indiach. Stolicą jest miasto Pratapgarh. Jest to jeden z najstarszych dystryktów w stanie Uttar Pradesh; został założony w 1858 roku.